# Radics Ágnes
Radics Ágnes Mariann (Debrecen, 1983. június 4. –) válogatott labdarúgó, középpályás.

## Pályafutása

### A válogatottban
2005 és 2006 között négy alkalommal szerepelt a válogatottban és egy gólt szerzett.

## Sikerei, díjai
- Magyar bajnokság
  - 2.: 2008–09
  - 3.: 2006–07, 2007–08

## Statisztika

### Mérkőzései a válogatottban
| Magyarország | Magyarország      | Magyarország | Magyarország | Magyarország | Magyarország | Magyarország | Magyarország | Magyarország |
| #            | Dátum             | Helyszín     | Hazai        | Eredmény     | Vendég       | Kiírás       | Gólok        | Esemény      |
| ------------ | ----------------- | ------------ | ------------ | ------------ | ------------ | ------------ | ------------ | ------------ |
| 1.           | 2005. április 12. | Kisudvarnok  | Szlovákia    | 2 – 1        | Magyarország | barátságos   | -            | 66'          |
| 2.           | 2005. május 24.   | Zalaegerszeg | Magyarország | 2 – 0        | Szlovénia    | barátságos   | -            | 20'          |
| 3.           | 2006. március 7.  | Szenc        | Szlovákia    | 3 – 2        | Magyarország | barátságos   | 1            | 46' 90+4'    |
| 4.           | 2006. március 8.  | Győr         | Magyarország | 1 – 0        | Szlovákia    | barátságos   | -            | 64'          |
|              | Összesen          |              |              | 4            | mérkőzés     |              | 1            | gól          |